# Skene
För andra betydelser, se Skene (olika betydelser).
Skene är en ort i Marks kommun i Västra Götalands län som sedan 1970 räknas som sammanväxt med Kinna och därmed är en del av den tätorten.
Skene ligger i Viskadalen, cirka fem kilometer sydväst om centrala Kinna.
Skene kyrka och Ängskolan ligger här. Det gör även Skene station (driftplats och mötesstation vid Viskadalsbanan) samt Skene lasarett, som är en del av Södra Älvsborgs sjukhus.

## Historia
Namnet Skene kommer från ett skadh av okänd betydelse och vini med fornspråkig betydelse "betesmark".
Skene var en gammal marknads- och tingsplats i Marks härad, senare också textilindustrisamhälle.

### Administrativa tillhörigheter
Skene är belägen i Örby socken och ingick efter kommunreformen 1862 i Örby landskommun där Skene municipalsamhälle inrättades 9 maj 1941. Municipalsamhället med kringområde utbröts 1951 ur Örby landskommun och bildade Skene köping som 1971 uppgick i Marks kommun. Skene är sedan 1970 en del av tätorten Kinna.
I kyrkligt hänseende har Skene hört till Örby församling som 1 juli 1997 namnändrades till Örby–Skene församling. Orten ingick från 1962 till 1 juli 1991 i Skene kyrkobokföringsdistrikt.

Orten ingick till 1971 i Marks tingslag. Från 1971 till 1996 ingick Skene i Sjuhäradsbygdens domsaga och från 1996 ingår Skene i Borås domkrets.

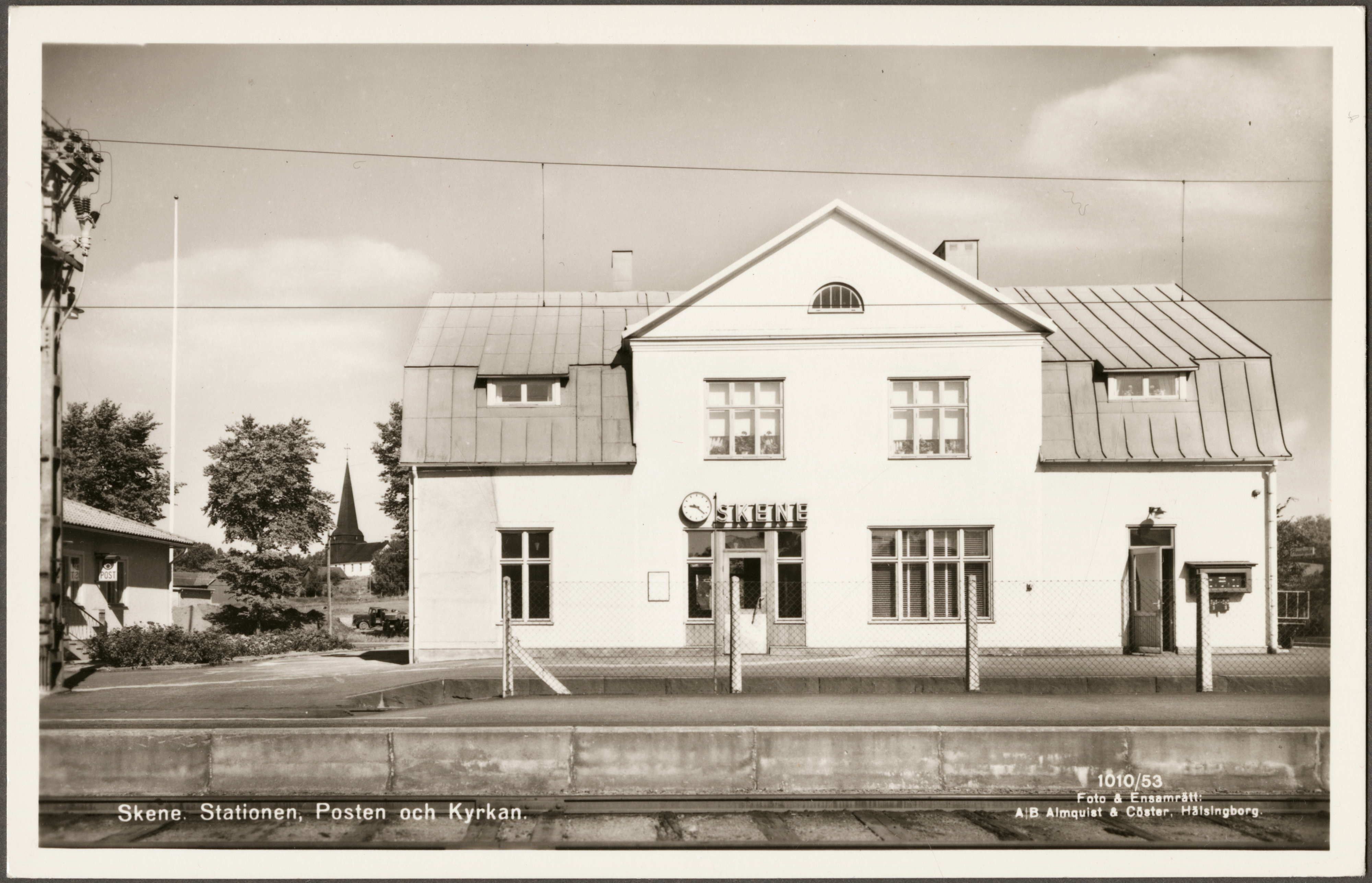
Skene stationshus, fotograferat 1953. I bakgrunden syns posthuset och Skene kyrka.

### Befolkningsutveckling
| Befolkningsutvecklingen i Skene 1960–1965 | Befolkningsutvecklingen i Skene 1960–1965 | Befolkningsutvecklingen i Skene 1960–1965 | Befolkningsutvecklingen i Skene 1960–1965 | Befolkningsutvecklingen i Skene 1960–1965 |
| ----------------------------------------- | ----------------------------------------- | ----------------------------------------- | ----------------------------------------- | ----------------------------------------- |
|                                           |                                           |                                           |                                           |                                           |
| År                                        |                                           |                                           | Folkmängd                                 |                                           |
| 1960                                      | 1960                                      |                                           | 3 361                                     |                                           |
| 1965                                      | 1965                                      |                                           | 3 831                                     |                                           |
| Anm.: Sammanväxt med Kinna 1970           |                                           |                                           |                                           |                                           |

## Föreningar i Skene
- Skene motorsällskap
- Skene Sim och Idrottssällskap
- Skene IF
- Skene-Örby hembygdsförening
- IOGT-NTO-föreningen 1727 Ihärdig
- I Skene fanns till 2012[7][8] MC-Klubben Brimstone.

Skene SoIS, med verksamhet inom orientering, skidåkning och simning.
Markbygdens OK. Tävlingsklubb för Marks orienterare.

## Kända personer med anknytning till Skene
- Phia Andersson – socialdemokratisk politiker.
- Jan Björklund – politiker och partiledare (L), född och uppvuxen i Skene.
- Christer Björkman – artist och TV-man, tidigare elev på Ängskolan i Skene.
- Nick Borgen – artist, bott i Skene.[källa behövs]
- Dana Dragomir – artist, bott i Skene.[9]
- Bernt Frilén – orienterare och världsmästare i orientering.
- Jonas Jerebko – basketspelare, gått på Ängskolan i Skene.
- Michael Jernberg – rallycrossförare, gått i grundskola i Skene och tävlar för Skene motorsällskap.
- Marita Skogum – orienterare och förbundskapten för svenska orienteringslandslaget, född och uppvuxen i Berghem, strax söder om Skene. Tävlade under sin aktiva tid för Skene Sim- och Idrottssällskap (Skene SoIS).
- Stig Thysell – världsmästare i bågskytte 1958 i Bryssel.
- Lasse Brandeby – journalist och skådespelare, har bott i Skene.
- Göran Bengtsson – löpare som deltog i OS i Montreal 1976.